# Saint-Nauphary
Saint-Nauphary – miejscowość i gmina we Francji, w regionie Oksytania, w departamencie Tarn i Garonna.
Według danych na rok 1990 gminę zamieszkiwało 1208 osób, a gęstość zaludnienia wynosiła 49 osób/km² (wśród 3020 gmin regionu Midi-Pireneje Saint-Nauphary plasuje się na 288. miejscu pod względem liczby ludności, natomiast pod względem powierzchni na miejscu 423.).